# فهرست پرفروش‌ترین تک‌آهنگ‌ها

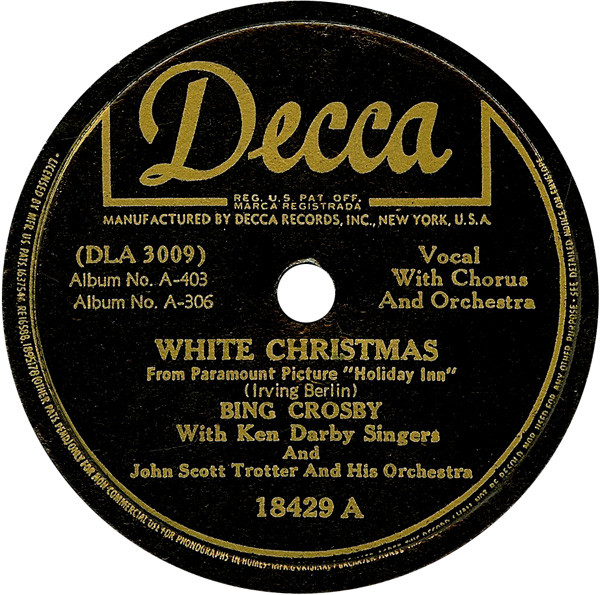
نسخهٔ ۱۰ اینچی ۷۸ دور بر دقیقه از تک‌آهنگ «کریسمس سفید» اثر بینگ کرازبی منتشرشده در ۱۹۴۲.

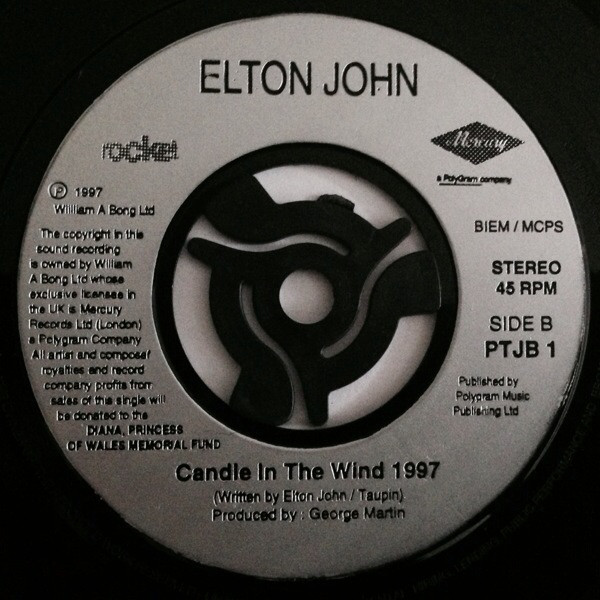
نسخهٔ ۷ اینچی ۴۵ دور بر دقیقه از تک‌آهنگ دارای دو سمت A «شمعی در باد ۱۹۹۷» / «دربارهٔ ظاهر امشب تو»، اثر التون جان.

این فهرست، چکیده‌ای از پرفروش‌ترین تک‌آهنگ‌های موسیقی است. معیار گنجانده‌شدن تک‌آهنگ‌ها در این فهرست، فروش حداقل ده میلیون نسخه در سراسر جهان است. تک‌آهنگ‌های فهرست‌شده در این صفحه مطابق با مطالب منتشرشده در منابع موثق از رسانه‌های مختلف، مانند روزنامه‌های دیجیتال، روزنامه‌های چاپی، مجلات و کتاب‌ها گردآوری شده‌اند.
مطابق با رکوردهای جهانی گینس، «کریسمس سفید» اثر ایروینگ برلین (۱۹۴۲) با اجرای بینگ کرازبی با فروش تخمینی بیش از ۵۰ میلیون نسخه، پرفروش‌ترین تک‌آهنگ در سراسر جهان است. این ترانه که به‌عنوان «پرفروش‌ترین تک‌آهنگ تمام دوران» شناخته می‌شود، قبل از دوران ظهور جدول‌های تک‌آهنگ‌های پاپ/راک منتشر شد و «به‌عنوان پرفروش‌ترین تک‌آهنگ جهان در اولین کتاب رکوردهای گینس (منتشر شده در ۱۹۵۵) فهرست شد که با وجود گذشت بیش از ۵۰ سال از زمان انتشار، هنوز این عنوان را به‌نام خود حفظ کرده‌است». رکوردهای جهانی گینس همچنین بیان می‌کند که تک‌آهنگ خیریهٔ «شمعی در باد ۱۹۹۷» / «دربارهٔ ظاهر امشب تو» (۱۹۹۷) اثر التون جان (بازنویسی‌شده برای ادای احترام به دیانا، شاهدخت ولز، به‌جای مرلین مونرو در نسخهٔ اولیهٔ منتشر شده در ۱۹۷۳)، «با فروش جهانی ۳۳ میلیون نسخه، پرفروش‌ترین تک‌آهنگ از زمان ظهور جدول‌های تک‌آهنگ بریتانیا و ایالات متحده در دههٔ ۱۹۵۰ است». این موضوع، ترانهٔ مذکور را به دومین تک‌آهنگ فیزیکی پرفروش در تمام دوران تبدیل می‌کند.
دو فهرست از پرفروش‌ترین تک‌آهنگ‌ها در این صفحه نمایش یافته‌است که اولی مربوط به تک‌آهنگ‌های فیزیکی (عمدتا تک‌آهنگ‌های منتشر شده در قالب سی‌دی و صفحه)، و دومی مربوط به تک‌آهنگ‌های دیجیتال (قطعه‌های دانلود شدهٔ دیجیتالی که برای اولین بار در اوایل دههٔ ۲۰۰۰ برای خرید در دسترس قرار گرفتند) است.

## پرفروش‌ترین تک‌آهنگ‌های فیزیکی

### ۱۵میلیون نسخه فیزیکی یا بیشتر
| هنرمند                         | تک‌آهنگ                                     | انتشار | فروش (میلیون) | منبع              |
| ------------------------------ | ------------------------------------------ | ------ | ------------- | ----------------- |
| بینگ کرازبی                    | «کریسمس سفید»                              | ۱۹۴۲   | ۵۰            | [ ۱ ]             |
| التون جان                      | «دربارهٔ ظاهر امشب تو» / «شمعی در باد ۱۹۹۷» | ۱۹۹۷   | ۳۳            | [ ۱ ]             |
| مانگو جری                      | «در فصل تابستان»                           | ۱۹۷۰   | ۳۰            | [ ۲ ] [ ۳ ] [ ۴ ] |
| بیل هیلی و هیز کامتز           | «ساعت را بچرخان»                           | ۱۹۵۴   | ۲۵            | [ ۵ ]             |
| ویتنی هیوستون                  | «همیشه عاشقت خواهم بود»                    | ۱۹۹۲   | ۲۰            | [ ۶ ]             |
| الویس پرسلی                    | «حالا یا هرگز»                             | ۱۹۶۰   | ۲۰            | [ ۷ ] [ ۸ ]       |
| آمریکا برای آفریقا             | «ما دنیاییم»                               | ۱۹۸۵   | ۲۰            | [ ۹ ]             |
| د اینک اسپاتس                  | «اگر من اهمیتی نمی‌دادم»                    | ۱۹۳۹   | ۱۹            | [ ۱۰ ]            |
| باکارا                         | «بله جناب، می‌تونم بوگی برقصم»              | ۱۹۷۷   | ۱۸            | [ ۱۱ ]            |
| سلین دیون                      | «قلبم ادامه خواهد داد»                     | ۱۹۹۷   | ۱۸            | [ ۱۲ ]            |
| ماریا کری                      | «برای کریسمس فقط تو را می‌خواهم»            | ۱۹۹۴   | ۱۶            | [ ۱۳ ]            |
| برایان آدامز                   | «(هرچه می‌کنم) به‌خاطر تو می‌کنم»             | ۱۹۹۱   | ۱۵            | [ ۱۴ ]            |
| جان تراولتا و الیویا نیوتن جان | «تو کسی هستی که من می‌خواهم»                | ۱۹۷۸   | ۱۵            | [ ۱۵ ]            |

### ۱۰–۱۴٫۹میلیون نسخه
| هنرمند                      | تک‌آهنگ                      | انتشار | فروش (میلیون) | منبع                 |
| --------------------------- | --------------------------- | ------ | ------------- | -------------------- |
| اندروز سیسترز               | «با من تو زیبایی»           | ۱۹۳۷   | ۱۴            | [ ۱۶ ]               |
| اسکورپیونز                  | «باد دگرگونی»               | ۱۹۹۱   | ۱۴            | [ ۱۷ ]               |
| پرینس نیکو امبارگا          | «مادر نازنین»               | ۱۹۷۶   | ۱۳            | [ ۱۸ ]               |
| کیو ساکاموتو                | «سوکیاکی»                   | ۱۹۶۳   | ۱۳            | [ ۱۹ ]               |
| جین اتری                    | «رودولف گوزن بینی قرمز»     | ۱۹۴۹   | ۱۲٫۵          | [ ۲۰ ]               |
| بیتلز                       | «می‌خواهم دستت را بگیرم»     | ۱۹۶۳   | ۱۲            | [ ۲۱ ]               |
| آندره‌آ بوچلی و سارا برایتمن | «وقت خداحافظی»              | ۱۹۹۶   | ۱۲            | [ ۲۲ ]               |
| ویلیج پیپل                  | «وای. ام.سی. ای»            | ۱۹۷۸   | ۱۲            | [ ۲۳ ]               |
| بند اید                     | «می‌دانند کریسمس شده؟»       | ۱۹۸۴   | ۱۱٫۷          | [ ۲۴ ]               |
| شر                          | «باور»                      | ۱۹۹۸   | ۱۱            | [ ۲۵ ] [ ۲۶ ]        |
| کارل داگلاس                 | «مبارزه کنگ فو»             | ۱۹۷۴   | ۱۱            | [ ۲۷ ] [ ۲۸ ]        |
| جورج مک‌کری                  | «بچه‌ات را تاب بده»          | ۱۹۷۴   | ۱۱            | [ ۲۱ ]               |
| میلز برادرز                 | «عروسک کاغذی»               | ۱۹۴۳   | ۱۱            | [ ۲۱ ]               |
| راجر ویتاکر                 | «آخرین وداع»                | ۱۹۷۵   | ۱۱            | [ ۲۹ ]               |
| بینگ کرازبی                 | «شب خاموش»                  | ۱۹۳۵   | ۱۰            | [ ۳۰ ]               |
| آبا                         | «فرناندو»                   | ۱۹۷۶   | ۱۰            | [ ۳۱ ]               |
| روی آکف                     | «گلوله واباش»               | ۱۹۴۲   | ۱۰            | [ ۲۱ ]               |
| پل آنکا                     | «دیانا»                     | ۱۹۵۷   | ۱۰            | [ ۳۲ ] [ ۳۳ ]        |
| تونی برکستون                | «دلم را بند بزن»            | ۱۹۹۶   | ۱۰            | [ ۳۴ ]               |
| جرج هریسون                  | «پروردگار نازنین من»        | ۱۹۷۰   | ۱۰            | [ ۳۵ ]               |
| لوز دل ریو                  | «ماکارنا»                   | ۱۹۹۵   | ۱۰            | [ ۳۶ ]               |
| میدل آو د رود               | «کریسپی کرسپی چیپ چیپ»      | ۱۹۷۱   | ۱۰            | [ ۲۱ ]               |
| مانکیز                      | «باور دارم»                 | ۱۹۶۶   | ۱۰            | [ ۲۱ ] [ ۳۷ ]        |
| پنجابی ام‌سی                 | «موندیان نجات می‌یابد»       | ۱۹۹۸   | ۱۰            | [ ۳۸ ]               |
| پتی پیج                     | «تنسی والتز»                | ۱۹۵۰   | ۱۰            | [ ۳۹ ] [ ۴۰ ] [ ۴۱ ] |
| پنگوئینز                    | «فرشته زمینی»               | ۱۹۵۴   | ۱۰            | [ ۴۲ ]               |
| الویس پرسلی                 | «سگ شکاری»                  | ۱۹۵۶   | ۱۰            | [ ۴۳ ]               |
| پروکل هارم                  | «سایه سپیدتری از رنگ‌پریدگی» | ۱۹۶۷   | ۱۰            | [ ۲۱ ]               |
| بریتنی اسپیرز               | «…عزیزم یک‌بار دیگر»         | ۱۹۹۸   | ۱۰            | [ ۴۴ ]               |
| د نک                        | «شارونای من»                | ۱۹۷۹   | ۱۰            | [ ۴۵ ] [ ۴۶ ]        |

## پرفروش‌ترین تک‌آهنگ‌های دیجیتال

### ۱۵میلیون نسخه دیجیتال یا بیشتر
| هنرمند                         | تک‌آهنگ                | انتشار | فروش (میلیون) | منبع                 |
| ------------------------------ | --------------------- | ------ | ------------- | -------------------- |
| شیائو ژان                      | «نورافکن» (光点)      | ۲۰۲۰   | ۵۴٫۱۲[الف]    | [ ۴۷ ]               |
| اد شیرن                        | «شکل تو»              | ۲۰۱۷   | ۴۱٫۵[الف]     | [ ۴۸ ] [ ۴۹ ]        |
| لوییس فانسی به‌همراه ددی یانکی  | «دسپاسیتو»            | ۲۰۱۷   | ۳۶٫۱[الف]     | [ ۴۸ ] [ ۴۹ ]        |
| ریانا به‌همراه دریک             | «کار»                 | ۲۰۱۶   | ۳۲٫۵[الف]     | [ ۵۰ ]               |
| د چینسموکرز و کلدپلی           | «چیزی دقیقاً شبیه این» | ۲۰۱۷   | ۲۱٫۵[الف]     | [ ۴۸ ] [ ۴۹ ]        |
| اد شیرن                        | «بی‌نقص»               | ۲۰۱۷   | ۲۱٫۴[الف]     | [ ۴۸ ] [ ۴۹ ]        |
| ویز خلیفه به‌همراه چارلی پوث    | «دوباره می‌بینمت»      | ۲۰۱۵   | ۲۰٫۹[الف]     | [ ۵۱ ]               |
| د چینسموکرز به‌همراه هالزی      | «نزدیک‌تر»             | ۲۰۱۶   | ۲۰٫۷[الف]     | [ ۴۸ ] [ ۵۲ ]        |
| ادل                            | «پشت‌گرمی»             | ۲۰۱۱   | ۲۰٫۶          | [ ۵۳ ] [ ۵۴ ] [ ۵۵ ] |
| مارک رانسون به‌همراه برونو مارس | «فانک بالاشهری»       | ۲۰۱۵   | ۲۰٫۰[الف]     | [ ۵۱ ]               |
| بیلی آیلیش                     | «آدم بد»              | ۲۰۱۹   | ۱۹٫۵[الف]     | [ ۵۶ ]               |
| اد شیرن                        | «بلند بلند فکر کردن»  | ۲۰۱۵   | ۱۹٫۵[الف]     | [ ۵۱ ]               |
| کامیلا کبیو به‌همراه یانگ تاگ   | «هاوانا»              | ۲۰۱۷   | ۱۹٫۰[الف]     | [ ۴۸ ] [ ۴۹ ]        |
| لیل ناز اکس                    | «جاده شهرک قدیمی»     | ۲۰۱۸   | ۱۸٫۴[الف]     | [ ۵۶ ]               |
| کارلی ری جپسن                  | «شاید به من زنگ بزند» | ۲۰۱۱   | ۱۸٫۰          | [ ۵۷ ]               |
| تیلور سوئیفت                   | «داستان عشق»          | ۲۰۰۸   | ۱۸٫۰[الف]     | [ ۵۸ ]               |
| ادل                            | «یکی مثل تو»          | ۲۰۱۱   | ۱۷٫۰          | [ ۵۹ ]               |
| ریانا                          | «به من نیاز داشتی»    | ۲۰۱۶   | ۱۷٫۰[الف]     | [ ۵۰ ]               |
| شان مندز و کامیلا کبیو         | «سینوریتا»            | ۲۰۱۹   | ۱۶٫۱[الف]     | [ ۵۶ ]               |
| ایمجین درگنز                   | «معتقد»               | ۲۰۱۷   | ۱۵٫۴[الف]     | [ ۶۰ ] [ ۶۱ ]        |
| دریک                           | «تدبیر خدا»           | ۲۰۱۸   | ۱۵٫۳[الف]     | [ ۴۹ ]               |
| ریانا                          | «عشق روی مغز»         | ۲۰۱۶   | ۱۵٫۰[الف]     | [ ۵۰ ]               |

### ۱۰–۱۴٫۹۹ میلیون نسخه
| هنرمند                                  | تک‌آهنگ                   | انتشار | فروش (میلیون) | منبع                        |
| --------------------------------------- | ------------------------ | ------ | ------------- | --------------------------- |
| رابین تیک به‌همراه تی.آی. و فارل ویلیامز | «خطوط ناواضح»            | ۲۰۱۳   | ۱۴٫۸[الف]     | [ ۶۲ ]                      |
| مارون ۵ به‌همراه کریستینا آگیلرا         | «حرکات شبیه جگر»         | ۲۰۱۱   | ۱۴٫۴          | [ ۶۳ ]                      |
| کشا                                     | «تیک‌تاک»                 | ۲۰۰۹   | ۱۴            | [ ۶۴ ]                      |
| لیدی گاگا                               | «پوکر فیس»               | ۲۰۰۸   | ۱۴            | [ ۶۵ ]                      |
| فارل ویلیامز                            | «خوشحال»                 | ۲۰۱۳   | ۱۳٫۹[الف]     | [ ۶۶ ]                      |
| سای                                     | «گانگنام استایل»         | ۲۰۱۲   | ۱۳٫۵          | [ ۶۷ ] [ ۶۸ ]               |
| مارون ۵                                 | «شکر»                    | ۲۰۱۵   | ۱۳٫۵[الف]     | [ ۶۹ ]                      |
| پست مالون و سوئه لی                     | «آفتابگردان»             | ۲۰۱۸   | ۱۳٫۴[الف]     | [ ۷۰ ]                      |
| مکلمور و رایان لوئیس به‌همراه وانز       | «بازارچه خیریه»          | ۲۰۱۲   | ۱۳٫۴[الف]     | [ ۶۲ ]                      |
| آریانا گرانده                           | «۷ حلقه»                 | ۲۰۱۹   | ۱۳٫۳[الف]     | [ ۷۰ ]                      |
| کیتی پری به‌همراه جوسی جی                | «اسب تیره»               | ۲۰۱۳   | ۱۳٫۲[الف]     | [ ۶۶ ]                      |
| میجر لیزر و دی‌جی اسنیک به‌همراه مو       | «تکیه»                   | ۲۰۱۵   | ۱۳٫۱[الف]     | [ ۶۹ ]                      |
| گوتیه به‌همراه کیمبرا                    | «کسی که قبلاً می‌شناختم»   | ۲۰۱۱   | ۱۳            | [ ۷۱ ]                      |
| الی گولدینگ                             | «واقعاً عاشقم باش»        | ۲۰۱۵   | ۱۲٫۶[الف]     | [ ۶۹ ]                      |
| دریک به‌همراه ویزکید و کایلا             | «یک رقص»                 | ۲۰۱۶   | ۱۲٫۵[الف]     | [ ۷۲ ]                      |
| برونو مارس                              | «همانگونه که هستی»       | ۲۰۱۰   | ۱۲٫۵          | [ ۷۳ ]                      |
| ادل                                     | «سلام»                   | ۲۰۱۵   | ۱۲٫۳[الف]     | [ ۶۹ ]                      |
| جان لجند                                | «تمام من»                | ۲۰۱۳   | ۱۲٫۳[الف]     | [ ۶۶ ]                      |
| جیسون مراز                              | «من مال تو هستم»         | ۲۰۰۸   | ۱۲٫۲          | [ ۷۴ ] [ ۷۵ ] [ ۷۶ ] [ ۷۷ ] |
| فلو رایدا به‌همراه کشا                   | «راست‌گرد»                | ۲۰۰۹   | ۱۲            | [ ۷۸ ]                      |
| فلو رایدا به‌همراه تی-پین                | «کم»                     | ۲۰۰۷   | ۱۲            | [ ۷۹ ]                      |
| لیدی گاگا                               | «داستان عاشقانه بد»      | ۲۰۰۹   | ۱۲            | [ ۸۰ ]                      |
| مارون ۵ به‌همراه کاردی بی                | «دخترایی مثل تو»         | ۲۰۱۸   | ۱۱٫۹[الف]     | [ ۸۱ ]                      |
| جاستین بیبر                             | «خودت را دوست داشته باش» | ۲۰۱۵   | ۱۱٫۷[الف]     | [ ۷۲ ]                      |
| تونز اند آی                             | «میمون رقاص»             | ۲۰۱۹   | ۱۱٫۴[الف]     | [ ۷۰ ]                      |
| آویچی به‌همراه آلو بلک                   | «مرا بیدار کن»           | ۲۰۱۳   | ۱۱٫۱[الف]     | [ ۶۲ ]                      |
| سیا به‌همراه شان پال                     | «حال ارزون»              | ۲۰۱۶   | ۱۱٫۱[الف]     | [ ۷۲ ]                      |
| مگان ترینر                              | «همش تو فکر بیس هستم»    | ۲۰۱۴   | ۱۱[الف]       | [ ۶۶ ]                      |
| تیا ری                                  | «مجزا باش»               | ۲۰۱۸   | ۱۰٫۹[الف]     | [ ۸۱ ]                      |
| ایدینا منزل                             | «رهایش کن»               | ۲۰۱۳   | ۱۰٫۹[الف]     | [ ۶۶ ]                      |
| جاستین بیبر                             | «متأسف»                  | ۲۰۱۵   | ۱۰٫۸[الف]     | [ ۷۲ ]                      |
| لوکاس گراهام                            | «۷ سال»                  | ۲۰۱۵   | ۱۰٫۴[الف]     | [ ۷۲ ]                      |
| اد شیرن و جاستین بیبر                   | «من اهمیت نمی‌دم»         | ۲۰۱۹   | ۱۰٫۳[الف]     | [ ۷۰ ]                      |
| لیدی گاگا و بردلی کوپر                  | «کم‌عمق»                  | ۲۰۱۸   | ۱۰٫۲[الف]     | [ ۷۰ ]                      |
| د چینسموکرز به‌همراه دایا                | «ناامیدم نکن»            | ۲۰۱۶   | ۱۰٫۲[الف]     | [ ۷۲ ]                      |
| لرد                                     | «سلطنتی‌ها»               | ۲۰۱۳   | ۱۰            | [ ۸۲ ]                      |
| برونو مارس                              | «نارنجک»                 | ۲۰۱۰   | ۱۰٫۲          | [ ۷۳ ]                      |
| مایک پوزنر                              | «در ایبیزا یک قرص خوردم» | ۲۰۱۵   | ۱۰[الف]       | [ ۷۲ ]                      |
| شکیرا به‌همراه فرشلی‌گراند                | «واکا واکا»              | ۲۰۱۰   | ۱۰            | [ ۸۳ ]                      |
| شکیرا به‌همراه وایکلف ژان                | «بدن دروغ نمیگه»         | ۲۰۰۶   | ۱۰            | [ ۸۴ ]                      |
| لیدی گاگا به‌همراه کالبی اودانیس         | «فقط برقص»               | ۲۰۰۸   | ۱۰            | [ ۸۵ ]                      |